# 直鎖アルキルベンゼンスルホン酸ナトリウム
直鎖アルキルベンゼンスルホン酸ナトリウム（ちょくさアルキルベンゼンスルホンさんナトリウム）あるいはドデシルベンゼンスルホン酸ナトリウムとは、合成洗剤に使われる界面活性剤のひとつ。略して LAS （Linear AlkylbenzeneSulfonate の頭文字、ラスと読む）と言う。また、農薬に使われる乳化剤や、繊維を染色するための分散剤にも使われている。

## 歴史
かつては、合成洗剤の界面活性剤として 、分枝鎖型アルキルベンゼンスルホン酸ナトリウム (ABS) が使われていたが、魚毒性、河川が泡だらけになるなど著しい環境問題が問題になったので LAS が使われるようになった。最近ではさらに毒性の弱いポリオキシエチレンアルキルエーテル (AE) 等も使われるようになった。

## 毒性
国内外の多くの研究の結果、現在では、通常想定される使用条件下においてLASがヒト健康及び生態系に影響を及ぼすリスクは極めて低いものと考えられ、LASは安全に使用できる洗浄剤成分と評価されている。
魚毒性
ABS よりはるかに少ないが石鹸より毒性は強い。
皮膚刺激性
OECD によると、20% 以上の濃度の LAS で皮膚刺激性ありとしている。
慢性毒性
人体実験のデータはなし。
体内への吸収
人体実験のデータはなし。